# Eucyclops bondi
Eucyclops bondi – gatunek widłonoga z rodziny Cyclopidae, nazwa naukowa gatunku została po raz pierwszy opublikowana w 1934 roku przez niemieckiego zoologa Friedricha Kiefera. Gatunek ten został ujęty w Katalogu Życia.